# Simon Ammann
Simon Ammann (Grabs, 1981. június 25. –) négyszeres olimpiai bajnok svájci síugró.
A világkupa versenyein 16 évesen mutatkozott be. 1998-ban részt vett a naganói olimpián. 2002-ben mindkét egyéni számban olimpiai bajnok lett. 2006-ban teljesítménye nem volt elegendő az olimpiai címvédéshez. 2007-ben világbajnok lett, és a következő években több érmet nyert a világbajnokságokon. 2010-ben ismét két olimpiai aranyérmet szerzett, és megnyerte a világkupát is.

## Világkupa győzelmek
| No. | Szezon  | Dátum              | Helyszín               | Sánc                        | Sáncméret |
| --- | ------- | ------------------ | ---------------------- | --------------------------- | --------- |
| 1   | 2001/02 | 2002. március 17.  | Oslo                   | Holmenkollbakken K115       | Nagysánc  |
| 2   | 2006/07 | 2006. december 2.  | Lillehammer            | Lysgårdsbakken HS134        | Nagysánc  |
| 3   | 2006/07 | 2007. március 18.  | Oslo                   | Holmenkollbakken HS128      | Nagysánc  |
| 4   | 2008/09 | 2008. november 29. | Kuusamo                | Rukatunturi HS142           | Nagysánc  |
| 5   | 2008/09 | 2008. december 7.  | Trondheim              | Granåsen HS140              | Nagysánc  |
| 6   | 2008/09 | 2008. december 12. | Pragelato              | Stadio del Trampolino HS140 | Nagysánc  |
| 7   | 2008/09 | 2008. december 20. | Engelberg              | Gross-Titlis-Schanze HS137  | Nagysánc  |
| 8   | 2008/09 | 2008. december 29. | Oberstdorf             | Schattenbergschanze HS137   | Nagysánc  |
| 9   | 2009/10 | 2009. december 6.  | Lillehammer            | Lysgårdsbakken HS138        | Nagysánc  |
| 10  | 2009/10 | 2009. december 18. | Engelberg              | Gross-Titlis-Schanze HS137  | Nagysánc  |
| 11  | 2009/10 | 2009. december 20. | Engelberg              | Gross-Titlis-Schanze HS137  | Nagysánc  |
| 12  | 2009/10 | 2010. január 10.   | Szapporo               | Ōkurayama HS134             | Nagysánc  |
| 13  | 2009/10 | 2010. február 3.   | Klingenthal            | Vogtland Arena HS140        | Nagysánc  |
| 14  | 2009/10 | 2010. március 7.   | Lahti                  | Salpausselkä HS130          | Nagysánc  |
| 15  | 2009/10 | 2010. március 9.   | Kuopio                 | Puijo HS127                 | Nagysánc  |
| 16  | 2009/10 | 2010. március 12.  | Lillehammer            | Lysgårdsbakken HS138        | Nagysánc  |
| 17  | 2009/10 | 2010. március 14.  | Oslo                   | Holmenkollbakken HS134      | Nagysánc  |
| 18  | 2010/11 | 2011. január 1.    | Garmisch-Partenkirchen | Große Olympiaschanze HS140  | Nagysánc  |
| 19  | 2010/11 | 2011. január 22.   | Zakopane               | Wielka Krokiew HS134        | Nagysánc  |
| 20  | 2010/11 | 2011. március 13.  | Lahti                  | Salpausselkä HS130          | Nagysánc  |
| 21  | 2013/14 | 2013. december 29. | Oberstdorf             | Schattenbergschanze HS137   | Nagysánc  |
| 22  | 2014/15 | 2014. november 28. | Kuusamo                | Rukatunturi HS142           | Nagysánc  |
| 23  | 2014/15 | 2014. november 29. | Kuusamo                | Rukatunturi HS142           | Nagysánc  |